# Darkane
Darkane är ett thrash metal-band från Helsingborg. Bandet bildades 1998 av trummisen Peter Wildoer och gitarristen Christofer Malmström. Bandets debutalbum Rusted Angel utkom året därpå på svenska War Music. Darkane skrev kontrakt med tyska Nuclear Blast som utgav bandets tre följande album. Namnet Darkane är teleskopord av "dark" (mörk) och "arcane" (mystisk).

## Medlemmar
Nuvarande medlemmar
- Jörgen Löfberg – basgitarr (1998– )
- Peter Wildoer – trummor (1998– )
- Klas Ideberg – gitarr (1998– )
- Christofer Malmström – gitarr (1998– )
- Tobiasz Derengowski – sång (2024– )

Tidigare medlemmar
- Björn "Speed" Strid – sång (1998)
- Andreas Sydow – sång (1999–2007)
- Jens Broman – sång (2007–2011)
- Lawrence Mackrory – sång (1998–1999, 2011– 2024)

Turnerande medlemmar
- Toby Knapp – gitarr (2009)

## Diskografi
Studioalbum
- 1999 – Rusted Angel
- 2001 – Insanity
- 2002 – Expanding Senses
- 2005 – Layers of Lies
- 2008 – Demonic Art
- 2013 – The Sinister Supremacy
- 2022 – Inhuman Spirits

Video
- 2010 – Layers of Live

Medverkar på
- 2001 – A Tribute to Accept II (med låten "Restless and Wild")
- 2002 – A Tribute to the Beast (med "Powerslave")
- 2003 – Monsters of Metal (med "Innocence Gone")
- 2004 – Monsters of Metal Vol. 2 (med "Chaos vs. Order")
- 2005 – Monsters of Metal Vol. 4 (med "Secondary Effects")
- 2005 – Monsters of Death (med "Innocence Gone")